# لويز والاس (مقدمة تلفزيونية)
لويز والاس (بالإنجليزية: Louise Wallace)‏ هي مقدمة تلفزيونية نيوزيلندية، ولدت في 1959 في أوكلاند في نيوزيلندا.